# Rhynocoris rubricus

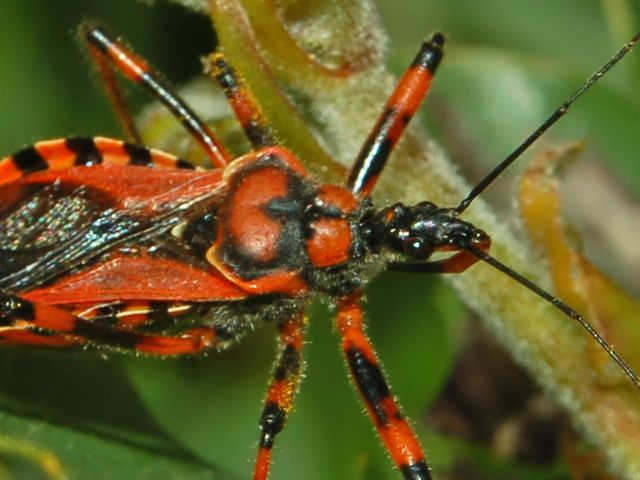
Rhynocoris rubricus

Rhynocoris rubricus, auch Rote Raubwanze genannt, ist eine rotschwarz gemusterte Wanzenart aus der Familie der Raubwanzen (Reduviidae).

## Verbreitung und Lebensräume
Das Verbreitungsgebiet der Wanzenart liegt in Südeuropa und erstreckt sich über Südostfrankreich, Italien (einschließlich Sizilien), Slowenien, Kroatien und Albanien. 
Die Tiere sind hauptsächlich in der Krautschicht anzutreffen.

## Merkmale
Die Wanzen der Art Rhynocoris rubricus erreichen Körperlängen zwischen 14 und 17 Millimetern. Sie sind groß und kräftig gebaut. Kopf und Fühler sind schwarz gefärbt. Der kräftige Rüssel (Rostrum) ist schwarz und rot gefärbt. Der Halsschild (Pronotum) ist rotschwarz gemustert. Das Schildchen (Scutellum) ist schwarz. Die Vorderflügel (Hemielytren) sind rot, die Membran ist dunkel bis schwarz gefärbt. Das Connexivum (auf der Seite sichtbarer Teil des Abdomens) ist rot mit schwarzen Flecken. Die roten Beine besitzen zwei schwarze Ringe.

## Lebensweise
Die Tiere ernähren sich ausschließlich räuberisch von verschiedenen Insekten. 